# Sven-Eric Fält
Sven-Eric Gotthard Fält, född 29 december 1921 i Norra Hestra församling, Jönköpings län, död 6 juli 1986 i Ljungs församling, Göteborgs och Bohus län, var en svensk arkitekt.
Fält, som var son till polisman Johan August Fält och Axia Svensson, avlade studentexamen i Jönköping 1941 och utexaminerades från  Chalmers tekniska högskola 1948. Han blev arkitekt på länsarkitektkontoret i Örebro 1948, stadsarkitekt i Filipstads stad 1950, chefsarkitekt på Landskommunernas arkitektkontor i Jönköping 1957 och stadsarkitekt i Hässleholms stad 1959. Han bedrev egen arkitektverksamhet i Filipstad 1950–1957 och i Hässleholm från 1959.